# جگن خاشاکی کوچک

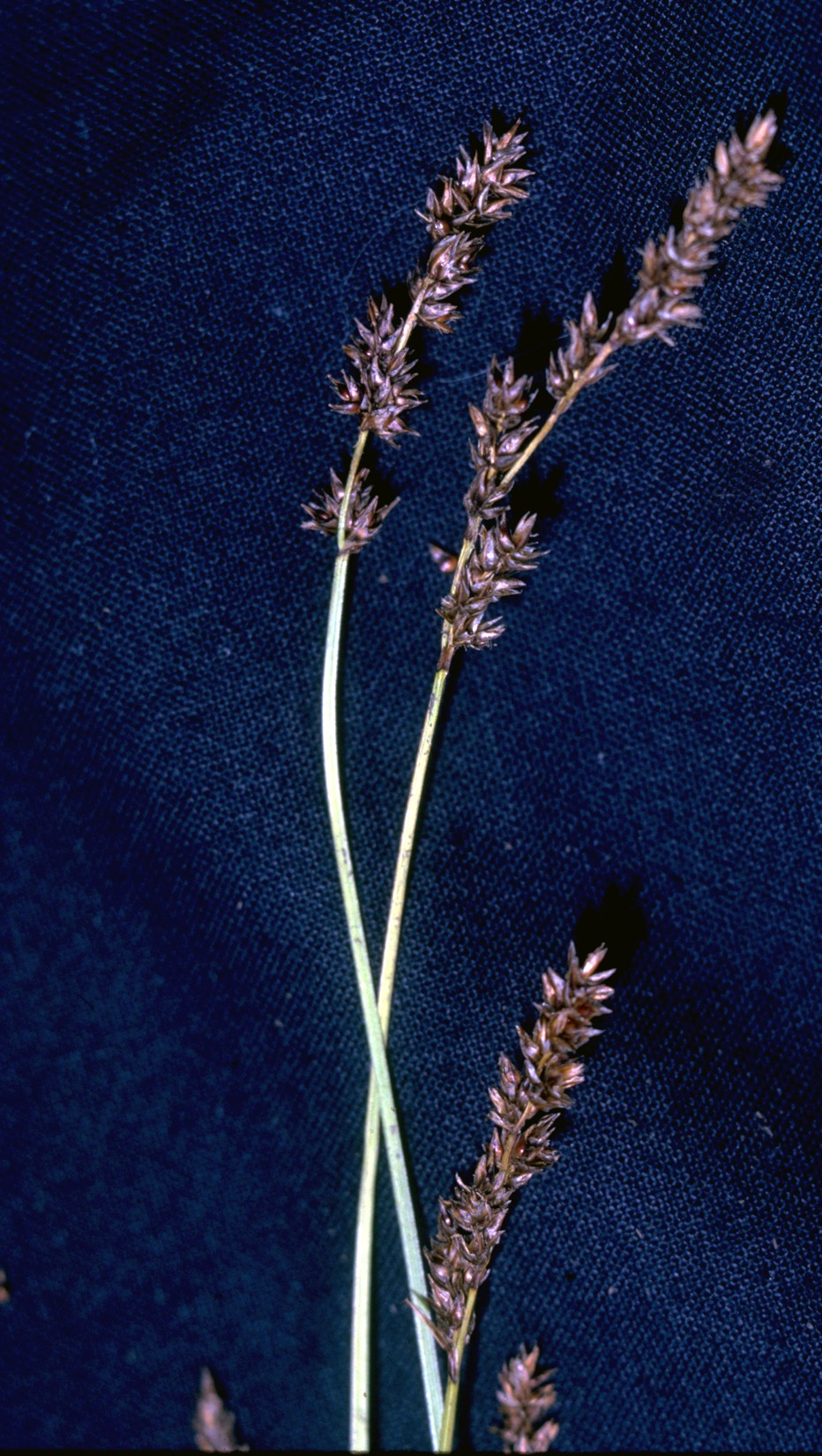
نمای یک‌نوع کارکس دیاندرا (جگن خاشاکی کوچک)

کارکس دیاندرا (به انگلیسی: Carex diandra) گونه‌ای از جگنیان است.